# 38976 Taeve
38976 Taeve este un asteroid din centura principală de asteroizi.

## Descriere
38976 Taeve este un asteroid din centura principală de asteroizi. A fost descoperit pe 21 octombrie 2000 la Drebach de Gerhard Lehmann. El prezintă o orbită caracterizată de o semiaxă mare de 2,45 ua, o excentricitate de 0,10 și o înclinație de 5,0° în raport cu ecliptica.